# Margaretta gracilior
Margaretta gracilior är en mossdjursart som först beskrevs av Ortmann 1892.  Margaretta gracilior ingår i släktet Margaretta och familjen Margarettidae. Inga underarter finns listade i Catalogue of Life.